# Пінгвіни Мадагаскару
«Пінгві́ни Мадагаска́ру» (англ. The Penguins of Madagascar) — американський CGI-мультсеріал, який випустила компанія «DreamWorks Animation» для телеканалу «Nickelodeon». Мультрсеріал є спінофом мультфільмів «Мадагаскар», головними героями якого є команда пінгвінів. Мультсеріал виходив з 2008 до 2015 року.
Українською озвучено студією «СТБ». В Україні транслювався на телеканалах «СТБ», «QTV», «Новому каналі», «ТЕТ» і «ПлюсПлюс». Зараз транслюється на телеканалі «Nicktoons Ukraine».

## Персонажі
Головні персонажі взяті з трилогії «Мадагаскар» . І ще двоє нових: видра Марлін та доглядальниця зоопарку Еліс.

### Пінгвіни
Шкіпер — є лідером команди пінгвінів, у якого за спиною велика військова кар'єра. Він розробляє тактику і віддає накази. Розважливий, суворий, енергійний, запальний і майже не зворушний. Має диктаторські замашки, але при цьому просто добрий. Періодично виявляє до Рядового батьківську любов і в одній з серій називає його «Синку». Завжди впевнений у своїх рішеннях. Навчився грати на гітарі, коли 8 років переховувався в джунглях Мексики. Не любить: короля Джуліана (називає його «кільцехвостим»), хіпі (за неробство), Ганса і дельфіна Доктора Дихала (своїх ворогів). У нього досить самозакохане его. При будь-якому відповідному випадку згадує деяких Манфреді і Джонсона (англ. Manfredi and Johnson з фільму про 2 світову війну «Табір військовополонених №17») і ставить їх у приклад іншим членам команди.
Боїться уколів і будь-яких голок взагалі. Його розшукують в Данії, але за що його розшукують, Шкіпер повністю не говорить. Але в серії «Ідеальний день Шкіпера» завіса відкривається, в свій ідеальний день, коли, як він каже, кожне рішення в точку, Шкіпер вирішує виконати місію «Омега Зулу», в якій він хоче викрасти досьє з данського консульства і знищити його, що йому і вдається. Але зустрічає дослідну охорону. Його розшук пов'язаний з іпаткою Гансом, рибою, «відкритими» бутербродами (тобто з бутербродами, які не закритими з двох сторін хлібом) і міністром «відкритих» бутербродів. Закохався в сокола Міс Кітка, в серії «Ідеальний день Шкіпера» згадував про дівчину, з якою був у парі, але втратив її телефон.
Рядовий — новобранець; чутливий. Не завжди буває впевнений у рішеннях Шкіпера. На відміну від Ковальського, вірить у паранормальні явища. Раніше іменувався Містер Смокінг і дивовижно грав у мінігольф, але одного разу під час гри з броненосцем Панцерником кулькою для гольфу зіпсував дівчинці-опосумові морозиво і, будучи засмученим, вирішив назавжди піти з цього спорту. Про цю лінію життя він нікому не говорив. Панцерник знайшов його в зоопарку і змусив дограти партію. В одній із серій зібрав металевий костюм, який пізніше використав у деяких серіях. Відкрив квантову гіпермилість, коли він її використовує, мізки людей і тварин перевантажуються через милість і вони просто вирубуються на деякий час. Шкіпер, якщо що, звалює всю провину на нього, але також він ставиться до нього як до сина. Любить все, що пов'язано з мультфільмом про поні-єдинорогів «Єдиноріжки» (пародія на MLP: FIM). Дуже боїться борсуків і тарганів. Здатний затримувати дихання довше за всіх пінгвінів. В оригінальній озвучці говорить з британським акцентом, попри те, що народився в Росії.
Ковальський — вчений команди, є найрозумнішим, геніальним і найвищим (за зростом) членом загону. Розробник більшості планів команди. Придумує різні винаходи, часом навіть дуже небезпечні навіть для самих пінгвінів, через що Шкіпер постійно забороняє йому винаходити нові речі, хоча перший час його винаходи виявляються настільки корисними, що навіть Шкіпер на деякий час забуває про заборону, хоча пізніше винаходи виявляються смертельно небезпечними . Навіть звичайна машина морозива у Ковальського занурює весь Нью-Йорк під багатометровий шар пломбіру. Не вірить у містику і чари. Вміє грати на банджо. Закоханий в дельфіниху Доріс, але як відомо по одній із серій, що між Доріс і Шкіпером було щось, про що Шкіпер не хотів говорити Ковальському. І коли Доріс в першому відмовила Ковальському той не вставав з ліжка півроку. У серії «Пінгвін, який мене любив» цілується з Доріс. Боїться стоматологів. Ще, як видно в серії «Снігогеддон», страждає на клаустрофобію. Не вміє користуватися комп'ютерною мишею і ксероксом, приймаючи їх за сканер сітківки очей. Не вміє зригати речі як Ріко але якимось чином, завжди дістає з-за спини блокнот і ручку. В одній із серій, щоб закохати в себе Доріс, винаходить Люблю-лазер. Але він дав збій, і спочатку його став ненавидіти Рядовий, а потім і всі мешканці зоопарку.
Ріко — підривник команди, практично не розмовляє. Найманіакальніший учасник команди. Шкіпер довіряє йому більше, ніж іншим, але як і Рядовий, має таємне життя. Ковтає різні корисні предмети і пристосування, дістає їх з шлунку в разі потреби. В одній серії виявилося, що в його шлунку є ліфт і сходи. Шкіпер його називає «психопатом світового класу», але попри шаленість, здатний на ніжну любов, зокрема, до ляльки. Один раз Ріко ґрунтовно звихнувся і мало не знищив не тільки зоопарк, а й півсвіту (практично аналогічний результат може трапитися, якщо дати Ріко пастилки «Мяу-Мяу»). При цьому він дуже добрий, в серії «Все повертається» він віддав свою улюблену ляльку дівчинці, яка втратила свою ляльку, але потім лялька дівчинки дістається йому. Не говорить, тільки гарчить і т. д, але знає кілька слів. У минулому допоміг Шкіперу прибрати Манфреді і Джонсона після того як вони підвели команду (в серії «Хитрий Роджер» Шкіпер перемістивши розум Ріко в тіло Роджера нагадує йому що він може прибрати і його як це трапилося з Манфредді і Джонсоном якщо доведеться)

### Лемури
- Король Джуліан — кільцехвостий лемур, який прибув з острова Мадагаскар. Він вважає себе королем усіх тварин, намагається отримати владу над усіма тваринами зоопарку. Має двох слуг. Не любить, коли хтось чіпає його ноги, і через це він так ненавидить Морта. Є прикладом маніакальної гордині. Вважає будь-яке природне явище є знаком небесних духів для себе. Приймає будь-який людський винахід чарівним і посланим небесними духами. Шкіпер його називає «кільцехвостим». Доктор Дихало вважає його і Шкіпера найкращими друзями назавжди. Пінгвіни його терпіти не можуть, бо він часто зриває або ускладнює їх плани. У деяких випадках вони готові його живцем закопати. Найкращий друг Ковальський, але частіше його другом показується Моріс .
- Мортімер «Морт» — мишачий лемур, другий слуга, любить Джуліана тільки за ноги. Невдаха, постійно потрапляє в незручні ситуації, і йому частіше за всіх дістається, проте тілесних ушкоджень у нього ніколи не буває. Вміє зламувати коди. Шкіпер називає його «Сумні Очі». Найчастіше каже «Я люблю …» і «Мені подобається …». Не любить тільки «baby-boom». У серії The Big Squeeze з'ясовується, що його ім'я утворилося від латинського кореня Морте, що означає «смерть», «мертвий».
- Моріс — лемур, головний слуга короля Джуліана. Одночасно ненавидить і поважає його. Найрозумніший лемур в команді. Відмінно влився в команду пінгвінів, коли командос знадобилися великі пальці для злому секретної лабораторії. У серії «Права рука» Моріс носив посох.

### Інші
- Марлін — видра. Подруга пінгвінів. Народилася в неволі, і тому вона поза зоопарку дичавіє. Любить іспанські гітари і античну архітектуру. У серіалі можна дізнатися про те, що Джуліан знав про те, що вона дівчина, а пінгвіни вважали її хлопцем. Вона часто вже не дуже рада пінгвінам і лемурам, бо через них у неї пізніше починаються проблеми. Але Марлін все одно дружелюбна. Іноді вона бере участь в бойових операціях пінгвінів.
- Доктор Дихало (Френсіс) — дельфін. Лиходій і заклятий ворог Шкіпера. Намагається захопити світ і помститися людям за те, що вони змушували його стрибати через вогняні кільця. Позбавлений правого ока. Має армію лобстерів на чолі зі своїм винаходом — «Хромована клешня». Послав моржиху Ронду, щоб та вкрала винахід Ковальського. Пізніше він приманює тупиком Гансом Шкіпера до порту і стирає пам'ять пінгвінові. У серії «Помста доктора Дихала» намагався розтопити льоди Арктики за допомогою «Кільця вогню», щоб викликати глобальну повінь. Має сестру Доріс, в яку закоханий Ковальські.
- Мейсон і Філ — двоє шимпанзе. Філ, судячи з усього, німий, бо не вміє розмовляти, але спілкується за допомогою жестів і вміє читати; Мейсон не вміє читати, але вміє розмовляти, а також розуміє і перекладає жестову мову Філа. Обидва освічені, не виносять короля Джуліана. Філ закоханий в мавпу Лулу, а також моторошний бруднуля. Мейсон не виносить сміття.
- Еліс — доглядачка зоопарку. Не надто любить тварин і часто підозрює, що пінгвіни в їх зоопарку не зовсім звичайні. Пінгвіни за це теж її не дуже-то люблять і всякими силами намагаються позбутися.
- Кенгуру Джоуї — кенгуру. Відрізняється важким характером: не любить порушників своїй території, бойовий, майже завжди використовує сленг. Говорить про себе в 3-й особі. Пізніше він тимчасово ділить вольєр з коалою Леонардом, який ненавидів, як він розмовляє про себе в 3-й особі
- Бада і Бінг — дві горили, що володіють величезною силою. Цілими днями люблять розгойдуватися на величезній шині, прив'язаній до дерева. Більше всього на світі люблять банани.
- Макс — бездомний кіт, зелений в чорну смужку і худий; при першій зустрічі пінгвіни порахували його котом з Місяця. Намагався з'їсти Рядового. За ним полював офіцер Ікс. Пізніше подружився з псом Елмером, який вважає його лемуром. Попри прохання називати його Максом, пінгвіни називають його «Місячний кіт». На пояснення Макса, що він не Місячний кіт, Шкіпер відповів: «кличка вже прижилася». У нього розважливий розум і добре серце.
- Роджер — добродушний алігатор, що живе в каналізації, потім, стараннями пінгвінів, переїжджає в Зоопарк Центрального парку. Володіє прекрасним голосом і мріє співати на Бродвеї.
- Берт (іноді називається як Барт) — слон. Володіє прекрасною пам'яттю. Любить арахіс. Хороший художник.
- Фред — білка. Живе неподалік від зоопарку. Дурний і некмітливий. Але іноді буває дуже дотепним.
- Ганс — тупик. Ворог Шкіпера. Хоче помститися Шкіперу за Данію. Дорівнює з пінгвіном під силу.
- Щурячий король — лабораторний щур, який отримав мускулатуру після експериментів, втік з лабораторії, змився в каналізацію і очолив щурячу банду. Дуже сильний, але дурний. Любить тероризувати пінгвінів. Поважає Шкіпера.
- Офіцер Ікс — один з головних ворогів пінгвінів. Його справжнє ім'я засекречено. У серії «Свобода для кота» пінгвіни зупинили його, коли він намагався забрати кота Макса до притулку для бездомних тварин. У серії «Все повертається» вони зустрічаються знову, коли офіцер дізнався про те, що по місту бродять пінгвіни, і після цієї зустрічі офіцер Ікс позбувся посади. У серії «Перестань тарганити мене» офіцер Ікс з'являється як дезінфектор і намагається пінгвінам помститися за звільнення. У серії «Фактор офіцера Ікс» приходить замінювати Еліс і стає тимчасовим доглядачем зоопарку, і він наглядав за пінгвінами більше, ніж за іншими тваринами. З'являється в камео в серії «Щур-зрадник». У серії «Коротколапі» зловив здичавілу Марлін і повернув собі роботу, але пізніше знову позбувся посади. Також з'явився у серії «Лосось для Шкіпера», в якій водив вантажівку з перевезення риби. У серії «Снігогеддон» працював у гастрономі.
- Ма — середніх років опосум, досвідчена і господарська жінка. Дуже прив'язалася до пінгвінів, і вважає їх своїми дітьми (хоч і знає що насправді вони ними не є). Враховуючи вроджену від опосумів техніку «вдавай мертвого», майстерно може волати до почуття совісті навіть у таких злодіїв як Ганс. Перший час її турбота періодично дратувала пінгвінів, але пізніше і вони до неї прив'язалися, коли Ганс спробував її викрасти. Пізніше вирушає з Гансом в його зоопарк щоб перевиховати його.
- Лев Алекс — з'являвся як дух-наставник Шкіпера. Головний герой основних мультфільмів.
- Кучікукан — народитися в серії: «Операція: Єдинорогий апокаліпсис». На його урні було сказано, що він колись опанував шматком сиру, два тижні потому 6 світів було знищено, але його зупинив генерал Шинджін за допомогою меча.
- Генерал Шинджін — дух. З'явився в серії «Повернення помсти доктора Дихала». У серії «Операція Єдинорогий апокаліпсис» з'ясовується, що він заточив Кучікукана за допомогою його меча.
- Манфредді і Джонсон — пінгвіни. Шкіпер завжди ставив їх на місце членів команди. Поява: Пінгвін, який полюбив мене. Свого часу підвели Шкіпера, за що він їх і покарав замкнувши в зоопарку Хобакена.
- Шершні — є агресивними персонажами з'являються в серіях «Операція жало» і «День облоги», їх лідер говорить з грузинським акцентом.
- Арчі — єнот, що живе в Центральному парку. З'являвся в серіях «Велике переселення» як торговець будинками в парку, і «Маска єнота», де зображував героя «Стрілець» (пародія на Робіна Гуда).
- Кендалл, Джеймс, Карлос, Логан — 4 бобра з'явилися в серії «Тунель кохання». Пародія на «Біг Тайм Раш»
- Бак Рокгат  — найвеличніший пінгвін-герой полює на свого головного ворога — Руду Білку. З'являється у 2 сезоні 1 серії «Руда білка».

## Розроблення
Мультсеріал був спільним виробництвом «DreamWorks Animation» і «Nickelodeon Animation Studio» в Бербанку. Анімаційні послуги були передані в Індію, Нову Зеландію та Тайвань. Продюсери планували перший сезон на 26 серій, але кількість було змінено до 48.

## Оригінальне озвучення
- Том МакГрат[en] — Шкіпер
- Джеймс Патрік Стюарт — Рядовий, Кенгуру Джоуї
- Джеф Беннетт — Ковальський
- Джон ДіМаджіо — Ріко, Ганс, Бада
- Денні Джейкобз — Король Джуліан
- Енді Ріхтер — Морт
- Кевін Майкл Річардсон — Моріс, Бінг
- Ніколь Салліван — Марлін
- Ніл Патрік Гарріс — Доктор Дихало
- Конрад Вернон — Мейсон
- Мері Шир — Еліс
- Вейн Найт — Макс
- Річард Кайнд — Роджер
- Фред Столлер — Фред
- Дідріх Бадер — Щурячий король
- Седрік Ярброу — Офіцер Ікс
- Валлі Вінґерт — Лев Алекс
- Кленсі Браун — Бак Рокгат
- Джулі Вайт — Ма

## Багатоголосе закадрове озвучення студії «СТБ»
- Борис Георгієвський — Шкіпер
- Анатолій Зіновенко — Рядовий, Ковальський, Офіцер Ікс, Кенгуру Джоуї, Роджер та інші
- Олександр Чмихалов — Ріко, Король Джуліан, Доктор Дихало, Щурячий король, Бак Рокгат та інші
- Наталія Задніпровська — Морт, Марлін, Еліс, всі жіночі ролі
- Олег Лепенець — Моріс, Мейсон, Бада, Бінг, Фред, Ганс, Лев Алекс, Чак Чарльз та інші